# Rostnackad vävare
Rostnackad vävare (Sporopipes frontalis) är en fågel i familjen vävare inom ordningen tättingar.

## Utseende och läte
Rostnackad vävare är en liten sparvlik vävare. Hjässan är svart med vita fläckar, baksidan av huvudet och nacken ljust roströd och i ansiktet syns ett svart mustaschstreck. Det vanligaste lätet är en kort drill och sången är en piplärklik serie med skallrande visslingar. 

## Utbredning och systematik
Rostnackad vävare delas in i två underarter med följande utbredning:
- Sporopipes frontalis frontalis – förekommer från Senegal och Gambia till Etiopien och Eritrea
- Sporopipes frontalis emini – förekommer i södra Sydsudan, norra Uganda, västra Kenya samt norra och centrala Tanzania

## Levnadssätt
Rostnackad vävare hittas i torr eller medelfuktig savann och skog. Den ses vanligen i små flockar.

## Status och hot
Arten har ett stort utbredningsområde och en stor population med stabil utveckling och tros inte vara utsatt för något substantiellt hot. Utifrån dessa kriterier kategoriserar internationella naturvårdsunionen IUCN arten som livskraftig (LC). Världspopulationen har inte uppskattats men den beskrivs som lokalt vanlig.